# Zimri
Zimri (Hebreeuws: זִמְרִי, zimrî, "prijzenswaardig") was volgens de Hebreeuwse Bijbel koning van het koninkrijk Israël. Hij werd koning nadat hij zijn voorganger Ela had vermoord. Zijn machtsgreep slaagde echter niet, want het Israëlitische leger in Gibbeton riep haar bevelhebber Omri uit tot koning. Het leger staakte het beleg van Gibbeton en sloegen vervolgens het beleg voor de Israëlitische hoofdstad Tirsa (1 Koningen 16:16-17). Zimri zag in dat verder verzet zinloos was, trok zich terug in een versterkt deel van het paleis en stak zichzelf in brand (1 Koningen 16:19). Omri werd, nadat hij enkele jaren tegen de pretendent Tibni had gevochten, de nieuwe koning van Israël.